# Yamashita Tomoyuki

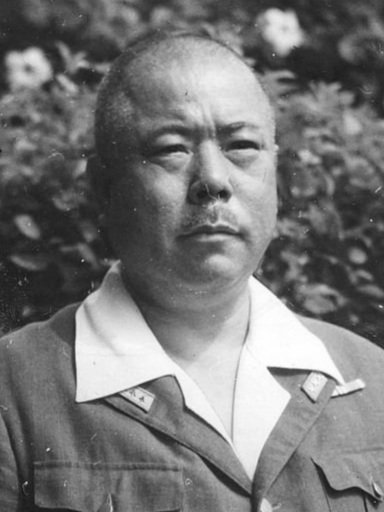
Yamashita Tomoyuki, Ende 1941

Yamashita Tomoyuki (japanisch 山下 奉文; * 8. November 1885 in Ōsugi, Japanisches Kaiserreich; † 23. Februar 1946 bei Manila, Philippinen) war ein japanischer General, welcher für die schnelle japanische Eroberung der malaiischen Halbinsel und Singapurs zu Beginn des Pazifikkriegs sowie die Verteidigung von Luzon in den Philippinen zu dessen Ende Bekanntheit erlangte. Er wurde nach dem Krieg als erster Japaner aufgrund von Kriegsverbrechen zum Tode verurteilt und hingerichtet.

## Leben

### Frühe Jahre
Yamashita Tomoyuki wurde am 8. November 1885 als Sohn eines Dorfarztes in Ōsugi, heute ein Teil von Ōtoyo in der Präfektur Kōchi auf Shikoku geboren. Nach dem Besuch mehrerer Kadettenanstalten schloss er im Juni 1906 die Militärakademie von Hiroshima im Rang eines Leutnants der Infanterie ab. Im Jahr 1914 nahm er im Rang eines Oberleutnants an der Belagerung von Tsingtau teil. Nach seiner Rückkehr nach Japan ging er an die Heereshochschule, die er 1916 als sechstbester seines Jahrgangs abschloss. Im selben Jahr heiratete er Nagayama Hisako. Von 1919 bis 1922 war Yamashita, der als Experte für Deutschland und den deutschsprachigen Raum galt, zuerst in Bern und anschließend in Berlin als stellvertretender Militärattaché tätig. Bei seiner Rückkehr im Februar 1922 wurde er zum Major befördert und an den Heeresgeneralstab abkommandiert. Während dieser Zeit entwickelte er einen Plan zur Verkleinerung der japanischen Streitkräfte, der aufgrund der aktuell herrschenden politischen Meinung jedoch auf eine breite Opposition stieß. Daneben war Yamashita zu dieser Zeit politisch sehr aktiv und gehörte der Kōdō-ha an, einer Fraktion innerhalb der japanischen Armee, die für eine stärkere Rolle des Militärs im Staat eintrat. Dies brachte ihn unter anderem in Konflikt mit Tōjō Hideki und anderen später sehr einflussreichen Militärs, was seinen Aufstieg in höchste militärische Kreise nachhaltig behinderte.
Von Februar 1927 bis August 1929 wurde Yamashita erneut in Europa eingesetzt, wo er Militärattaché in Österreich und Ungarn war. Nach seiner Rückkehr nach Japan und der Beförderung zum Oberst, diente er bis August 1930 in der Abteilung für Informationswesen und Militärforschung, bevor er bis April 1932 Befehlshaber des prestigeträchtigen 3. Regiments der Kaiserlichen Garde wurde. Anschließend diente er bis August 1934 als Chef der Abteilung für Heeresangelegenheiten im Büro für Militärangelegenheiten im Heeresministerium. Nach seiner Beförderung zum Generalmajor im August 1934 diente er erneut im Heeresgeneralstab, bevor er im März 1935 die Abteilung für Militärforschung im gleichnamigen Büro des Heeresministeriums übernahm.

### Zweiter Japanisch-Chinesischer Krieg
Im März 1936 wechselte er auf den Posten des Kommandierenden Generals der in Chōsen stationierten 40. Infanteriebrigade. Nach Beginn des zweiten Japanisch-Chinesischen Krieges wechselte er von August 1937 bis Juli 1938 auf denselben Posten bei der Gemischten Garnisonsbrigade China. In Ausübung dieses Kommandos  war er an der Aufstellung der 27. Division, einer der ersten Triangularen Division des Kaiserlich Japanischen Heeres, beteiligt und wurde im November 1937 zum Generalleutnant befördert. Während dieser Zeit trat er wiederholt und öffentlich dafür ein, dass Japan den Konflikt mit China so schnell wie möglich beilegen sollte, um die guten Beziehungen zu den USA und Großbritannien nicht zu gefährden. Nachdem er auch als Stabschef der Regionalarmee Nordchina weiterhin diese Ansicht vertrat, wurde er im September 1939 auf den Posten des Kommandierenden Generals der 4. Division abgeschoben. Diese war als Untereinheit der Kwantung-Armee im japanischen Marionettenstaat Mandschukuo stationiert und damit weit weg vom Kampfgeschehen.
Von Juli bis Dezember 1940 war Yamashita kurzzeitig Generalinspekteur der Heeresluftstreitkräfte bevor er auf den Posten des Chefs der Heeresluftfahrtabteilung im Heeresministerium versetzt wurde. Im Juni 1941 war er auf Befehl des neuen Heeresministers Tōjō Hideki Chef einer Militärmission nach Deutschland und Italien, wobei er unter anderem mit Adolf Hitler und Benito Mussolini zusammentraf. Nach seiner Rückkehr von dieser Reise warnte er, dass Japan nicht ausreichende und genügend kampfkräftige Panzer- und Lufteinheiten habe, um einen Krieg gegen die USA oder die Sowjetunion führen zu können, und ein solcher nicht geplant werden dürfe, bevor das Militär in diese Richtung ausreichend modernisiert worden sei. Nach einer kurzen Zeit beim Daihon’ei bis Juli 1941 übernahm er bis November desselben Jahres den Posten des Oberbefehlshabers bei der neu aufgestellten Kwantung-Verteidigungsarmee. Diesen Posten erhielt er ebenfalls auf Befehl von Heeresminister Tōjō, welcher Yamashita misstraute und ihn mit diesem Überseekommando von den politischen Schaltstellen der Macht in Japan fernhalten wollte.

### Pazifikkrieg

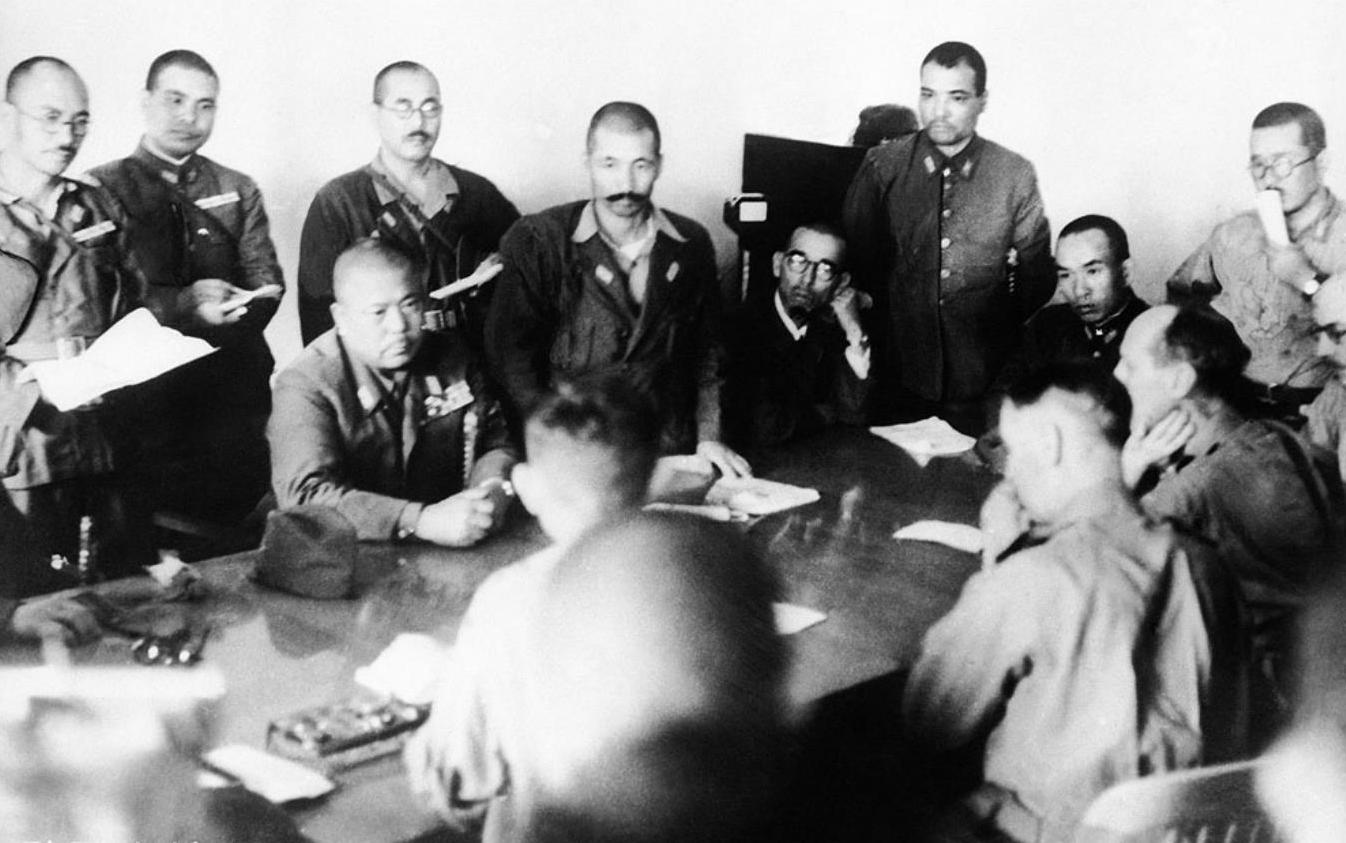
Yamashita (sitzend, Mitte) verhandelt mit Arthur E. Percival die Kapitulationsbedingungen der alliierten Truppen in Singapur, 15. Februar 1942.

Im Vorfeld des Pazifikkriegs erhielt Yamashita am 6. November 1941 den Oberbefehl über die 25. Armee, deren Truppen ab dem 8. Dezember 1941 unter seinem Befehl von Stützpunkten im japanisch besetzten Französisch-Indochina aus die Japanische Invasion der Malaiischen Halbinsel starteten. Diese Operation schloss am 15. Februar 1942 mit der Eroberung des als uneinnehmbar geltenden Singapur ab. Dieser Erfolg gegen einen zahlenmäßig überlegenen Gegner sowie die hohe Zahl an Kriegsgefangenen, die den Japanern in die Hände fielen, brachten Yamashita den Beinamen Tiger von Malaya ein. Während der Operation und der nachfolgenden Besetzung Singapurs kam es zu verschiedenen Kriegsverbrechen sowohl an kriegsgefangenen Soldaten als auch an der Zivilbevölkerung, unter anderem das Sook-Ching-Massaker. Es ist heute noch nicht sicher, inwieweit Yamashita für diese Kriegsgräuel verantwortlich gemacht werden kann, da er sie nicht verhinderte. Er ließ jedoch einen Offizier, der die Ermordung von Patienten und Angestellten des britischen Alexander Military Hospital motiviert hatte, sowie einige Soldaten, die bei Plünderungen gefasst worden waren, für ihre Taten hinrichten und den überlebenden Patienten und Angestellten des Alexander Hospitals eine Entschuldigung zukommen.
Im Februar erhielt er den Oberbefehl über die Japanische Invasion Sumatras und diente anschließend von März bis Juli sowohl in Malaya als auch auf Sumatra als Gunseikan, was einem Militärgouverneur entspricht. Als Gerüchte aufkamen, dass Yamashita für seine Erfolge eine Audienz bei Tennō Hirohito gewährt werden solle, damit er dem Kaiser persönlich von den Ereignissen berichten konnte, ordnete Premierminister Tōjō am 17. Juli persönlich die Versetzung Yamashitas an, um diesen von Tokio fernzuhalten. Als Vorwand galt ihm eine Rede Yamashitas, welche dieser Anfang 1942 vor einflussreichen Zivilisten in Singapur hielt und in welcher er diese als Bürger des japanischen Kaiserreiches bezeichnete. Dies wurde nun als Affront gegen die japanische Regierung aufgefasst, da die Einwohner besetzter Gebiete nicht die gleichen Privilegien wie japanische Bürger haben könnten. Yamashita wurde rückwirkend zum 1. Juli 1942 zum Oberbefehlshaber der neu aufgestellten 1. Regionalarmee ernannt, welche ihr Hauptquartier in Bontenko an der mandschurisch-sowjetischen Grenze hatte. Auf diesem Posten wurde er im Februar 1943 zum vollwertigen General befördert. Nach dem Rücktritt Tōjōs als Premierminister am 22. Juli 1944 wurde es Yamashita erstmals wieder gestattet, nach Tokio zu kommen.
Am 26. September 1944 erhielt Yamashita den Oberbefehl über die 14. Regionalarmee, welche auf den Philippinen stationiert war. Er kam am 10. Oktober in Manila an und sollte dort die Abwehr einer befürchteten alliierten Invasion der Philippinen vorbereiten. Bereits am 20. Oktober landeten alliierte Truppen auf Leyte und griffen somit die Philippinen an. Ab der alliierten Landung auf Mindoro konzentrierte Yamashita sich rein auf die Verteidigung der Hauptinsel Luzon und überließ die Verteidigung der restlichen Gebiete untergeordneten Offizieren. Auf Luzon teilte er die Truppen in drei Gruppen auf und übernahm selbst den Befehl über die Shōbu-Gruppe, die den Norden Luzons verteidigen sollte und mit etwa 152.000 die bei weitem meisten Soldaten umfasste. Yamashitas Gefechtsstand wurde in Baguio City eingerichtet, da man Manila einer zu großen Luftangriffsgefahr ausgesetzt sah. Nach der Landung alliierter Truppen und deren Vormarsch ab Anfang Januar 1945 ordnete Yamashita die Räumung von Manila, welches ursprünglich von etwa 80.000 Soldaten verteidigt werden sollte, und den Rückzug auf besser zu verteidigende Positionen im Umland an. Der Vizeadmiral Iwabuchi Sanji widersetzte sich jedoch Yamashitas Befehl und verteidigte mit etwa 16.000 Marinesoldaten und fast 4.000 Armeesoldaten die Stadt, was zur Schlacht um Manila führte. In diesen Kämpfen kamen auch bis zu 100.000 philippinische Zivilisten ums Leben, welche häufig von den japanischen Soldaten und auf Anweisung Iwabuchis ermordet wurden.
Als die alliierten Truppen im April 1945 mit der Säuberung der Provinz Baguio begannen, zog Yamashita sich ab dem 27. April mit einigen Truppen in die nördlich gelegenen Berge zurück und gab den Befehl, dass alle japanischen Soldaten auf Luzon dies nach Möglichkeit ebenfalls tun sollten. Dort befahl Yamashita unter dem Einsatz von Guerillataktiken einen Hinhaltekampf, in welchem die japanischen Truppen einer Entscheidungsschlacht ausweichen und so die alliierten Truppen abnutzen sollten. Hierdurch konnte der japanische Widerstand noch bis Mitte August 1945 aufrechterhalten werden, wurde dabei jedoch zusehends auch auf japanischer Seite als sinnlos empfunden. Yamashita erschien daher am 14. August unter weißer Flagge im alliierten Hauptquartier in Baguio, um mit Douglas MacArthur, Jonathan M. Wainwright und dem während der Schlacht um Luzon aus japanischer Kriegsgefangenschaft befreiten Arthur Percival über die Kapitulation der noch verbliebenen japanischen Truppen zu verhandeln. Am folgenden Tag erreichte die Nachricht, dass Tennō Hirohito als Folge der Atombombenabwürfe auf Hiroshima und Nagasaki allen japanischen Einheiten die Einstellung der Kampfhandlungen befohlen hatte, weshalb mit sofortiger Wirkung ein Waffenstillstand vereinbart wurde, der aus Mangel an Funkgeräten jedoch nicht sofort an alle japanischen Verbände weitergegeben werden konnte. In den folgenden Wochen wurden die Formalitäten zur Kontrollübergabe in den noch besetzten Gebieten und zur Entwaffnung der japanischen Truppen geklärt, bevor Yamashita am 2. September 1945 parallel zur offiziellen Kapitulation Japans die Kapitulation der noch etwa 50.000 japanischen Soldaten auf Luzon unterzeichnete. Die Kapitulation erfolge offiziell gegenüber Generalmajor William H. Hill, dem kommandierenden General der 32. US-Infanteriedivision. Der dabei anwesende Arthur Percival, welcher Anfang 1942 gegenüber Yamashita die Kapitulation Singapurs unterzeichnet hatte, weigerte sich im Anschluss an die Zeremonie, Yamashita aufgrund der schlechten Behandlung von Kriegsgefangenen unter dessen Befehl die Hand zu schütteln. Yamashita brach daraufhin in Tränen aus. Nach der Kapitulation wurde Yamashita in das Bilibid-Gefängnis in Manila gebracht.

### Kriegsverbrecherprozess

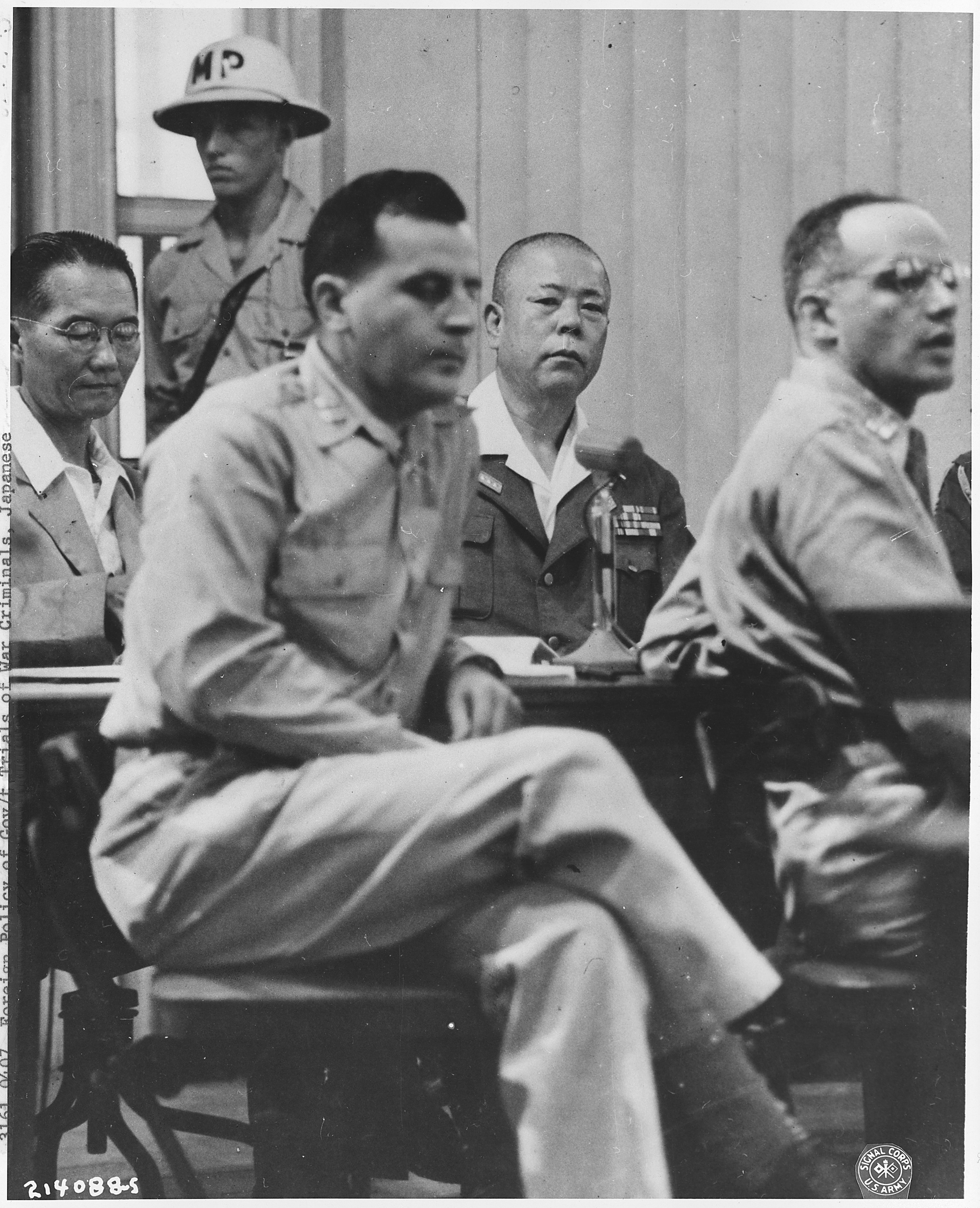
Yamashita Tomoyuki (Mitte) neben einem seiner Berater am Eröffnungstag des Kriegsverbrecherprozesses gegen sich am 29. Oktober 1945.

Ab dem 29. Oktober 1945 wurde Yamashita in Manila von einem Militärtribunal als Kriegsverbrecher angeklagt. Neben dem Massaker von Manila und dem Sook-Ching-Massaker wurde er für eine Reihe weiterer Kriegsgräuel japanischer Soldaten gegen Kriegsgefangene und Zivilisten in Singapur und auf den Philippinen verantwortlich gemacht. Insgesamt sollte er laut den 123 Punkten der Anklageschrift den Tod von etwa 57.000 Menschen verantwortet haben. Das Verfahren endete am 7. Dezember 1945 mit einem Schuldspruch und der Verurteilung zum Tode durch den Strang. Dieser schon während des Verfahrens kontrovers diskutierte Fall gilt seitdem als Präzedenzfall für die Vorgesetztenverantwortlichkeit von Offizieren, wenn unter ihrem Befehl Kriegsverbrechen begangen werden, auch wenn sie diese nicht befahlen, und ist heute auch als Yamashita-Standard bekannt.
Der Prozess wurde von Anfang an und seitdem wiederholt scharf kritisiert. So mangelte es vielen an der Anklage beziehungsweise dem Schuldspruch beteiligten amerikanischen Offizieren an Fronterfahrung und sie hatten vorher, wenn überhaupt, nur eine ungenügende Ausbildung in den Rechtswissenschaften erhalten. Darüber hinaus beklagten die Verteidiger Yamashitas, dass sie zu wenig Zeit zur Vorbereitung der Verteidigung ihres Mandanten erhalten hätten und Anträge auf eine Verschiebung des Prozessbeginns abgelehnt oder ignoriert wurden. Die Beteiligung vieler auf Rache für die japanische Besetzung sinnender Filippinos sowie die Auswirkungen langjähriger verhetzender Propaganda gegen Yamashita heizten die Stimmung während des Prozesses so weit auf, dass der Schiedsspruch des Gerichts als nicht objektiv gilt. Beispielsweise hatte die britische Propaganda Yamashita seit der Eroberung Singapurs exzessiv als barbarischen Affen karikiert. Vielfach wird der Prozess auch als Privatfehde von Douglas MacArthur gesehen, der sich so für die japanische Besetzung „seiner“ Philippinen rächen wollte. Darüber hinaus verlangte er, dass in diesem ersten Kriegsverbrecherprozess gegen einen Japaner ein Exempel statuiert, und als Vorbild für eine harte Abhandlung anderer Angeklagter in den bevorstehenden Tokioter Kriegsverbrecherprozessen dienen sollte.
Die Kritiker des Prozesses warfen dem Urteil weiterhin vor, dass außer Acht gelassen worden sei, dass viele der Verbrechen, für die Yamashita angeklagt wurde, vor seiner Ankunft auf den Philippinen verübt wurden oder von Einheiten, die während der Schlacht um Luzon nicht mehr in Kontakt mit seinem Gefechtsstand standen. Hinzu kam, dass die Marineeinheiten auf Luzon sich nicht seinem Befehl unterordnen mussten, sondern pro forma nur dem Obersten Kriegsrat in Tokio unterstanden. So geschah das Massaker von Manila nach dem Räumungsbefehl Yamashitas, als die verbliebenen Truppen in der Stadt unter Befehl von Vizeadmiral Iwabuchi Sanji standen. Später wurde dies im Prozess gegen Admiral Toyoda Soemu in Yokohama deutlich. In diesem stellte sich heraus, dass Iwabuchi seinem und nicht Yamashitas Kommando unterstanden. Der Prozess endete jedoch mit einem Freispruch für Toyoda.
Obwohl der Prozess auf Yamashita unfair wirkte, war er beeindruckt von der Leistung und der Hingabe seiner amerikanischen Verteidiger, ihren ehemaligen Feind zu verteidigen. Besonders das Plädoyer des Chefverteidigers Harry E. Clarke Senior hinterließ einen bleibenden Eindruck bei ihm. In diesem stellte Clarke fest, dass Yamashita für nichts voll schuldig oder verantwortlich gewesen sei, sondern nur teilweise. Es wäre unvorstellbar, dass ein Kommandeur der amerikanischen Besatzungstruppen in Japan angeklagt würde, weil ein unter ihm dienender Soldat gegen ein Gesetz verstoßen habe. Hiermit bezog Clarke sich darauf, dass Yamashita nur verurteilt würde, da er Befehlshaber gewesen sei und Truppen, die tatsächlich oder vermeintlich unter seinem Kommando gestanden hätten, Kriegsverbrechen begangen hatten.

### Hinrichtung
Auf Empfehlung des Obersten Gerichtshofes wurde nach der Urteilsverkündung ein Gnadengesuch an US-Präsident Harry S. Truman gerichtet. Dieser weigerte sich jedoch, im Falle eines Militärgerichtsurteils einzugreifen, und befahl dem Militär, selbst über dieses Gnadengesuch zu entscheiden. Douglas MacArthur befahl daraufhin die sofortige Abweisung des Gesuches, was ihm weitere Vorwürfe und die Forderung einbrachte, dies von einem neutraleren Befehlshaber entscheiden zu lassen.
Am 23. Februar 1946 wurde das Urteil im Gefängnis von Los Baños, 48 Kilometer südlich des Stadtzentrums von Manila, vollstreckt. Nachdem Yamashita den Galgen hinaufgestiegen und gefragt worden war, ob er noch letzte Worte habe, teilte er den Anwesenden mittels eines Übersetzers folgendes mit:

As I said in the Manila Supreme Court that I have done with my all capacity, so I don't ashame in front of the gods for what I have done when I have died. But if you say to me 'you do not have any ability to command the Japanese Army' I should say nothing for it, because it is my own nature. Now, our war criminal trial going on in Manila Supreme Court, so I wish to be justify under your kindness and right. I know that all your American and American military affairs always has tolerant and rightful judgement. When I have been investigated in Manila court I have had a good treatment, kindful attitude from your good natured officers who all the time protect me. I never forget for what they have done for me even if I had died. I don't blame my executioner. I'll pray the gods bless them. Please send my thankful word to Col. Clarke and Lt. Col. Feldhaus, Lt. Col. Hendrix, Maj. Guy, Capt. Sandburg, Capt. Reel, at Manila court, and Col. Arnard. I thank you.

„Wie ich vor dem obersten Gerichtshof in Manila gesagt habe, dass ich es mit meiner ganzen Kraft getan habe, so dass ich mich vor den Göttern nicht schämen muss, wenn ich sterbe. Aber wenn sie zu mir sagen 'Sie haben keine Fähigkeiten, die japanische Armee zu kommandieren', sollte ich nichts dazu sagen, da dies meine eigene Natur ist. Jetzt, wo unser Kriegsverbrecherprozess vor den obersten Gerichtshof geht, bitte ich Gerechtigkeit unter ihrer Gnade und dem Recht. Ich weiß, dass die amerikanische Militärjustiz tolerant und gerecht ist. Als ich in Manila angeklagt war, wurde ich fair behandelt, vor allem von den Offizieren, die mich beschützt haben. Selbst wenn ich gestorben wäre, hätte ich ihnen das nie vergessen. Ich beschuldige meine Henker nicht. Ich bete zu den Göttern, dass sie sie segnen. Bitte senden sie meinen Dank an Col. Clarke und Lt. Col. Feldhaus, Lt. Col. Hendrix, Maj. Guy, Capt. Sandburg, Capt. Reel am Manila-Gerichtshof und Col. Arnard. Ich danke Ihnen.“

Yamashitas Stabschef während seiner Zeit auf den Philippinen, Mutō Akira, wurde während der Tokioter Prozesse ebenfalls als Kriegsverbrecher für schuldig befunden und am 23. Dezember 1948 im Sugamo-Gefängnis in Tokio hingerichtet.

## Legende des Goldschatzes
Nach dem Tod Yamashitas kam das Gerücht auf, dass dieser vor Kriegsende den Befehl gegeben haben soll, den Schatz des japanischen Kaiserreiches an mehreren Orten zu verstecken. Vermutet wird der Schatz auf den Philippinen. Der Mythos darum hält sich bis heute und hat schon viele Schatzsucher motiviert ihn zu suchen, wenngleich es bislang keine Beweise dafür gibt, dass es sich dabei um mehr als eine Legende handelt. Manche vermuten sogar, dass der Schatz-Mythos als Deckmantel für Geheimdienstoperationen dient. Forscher um Piers Kelly vom Max-Planck-Institut für Menschheitsgeschichte in Jena wollen Belege gefunden haben, dass der Mythos auf einer viel älteren Legende beruht und reine Erfindung ist.
Der Mythos diente als Vorlage für Buch und Fernsehen:
- 2005, Buch, Gold-Warriors: America's Secret Recovery of Yamashita's Gold, ISBN 978-1-84467-531-9
- 2019, Doku-Serie, Yamashitas Gold – Der Fluch des Pazifiks[13]